# Constant van Crombrugghe
Constant Guillaume van Crombrugghe (Geraardsbergen, 14 ottobre 1789 – Gand, 1º dicembre 1865) è stato un presbitero fiammingo, canonico e decano del capitolo cattedrale di San Bavone di Gand, fondatore delle congregazioni dei Giuseppini del Belgio e delle Dame di Maria.

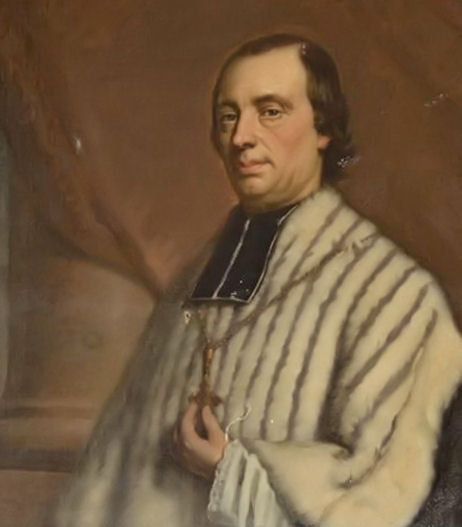
Constant Van Crombrugghe

Nel 1830 venne eletto deputato al Congresso Nazionale del neonato Stato belga che elaborò la costituzione del 7 febbraio 1831.